# Temporada 1999-2000 de los Miami Heat
La temporada 1999-2000 fue la duodécima de los Miami Heat en la NBA. La temporada regular acabó con 52 victorias y 30 derrotas, ocupando el segundo puesto de la conferencia Este, clasificándose para los playoffs, en los que cayeron en primera ronda ante los New York Knicks.

## Elecciones en elDraft
| Ronda | Puesto | Jugador       | Posición | Nacionalidad   | Universidad |
| ----- | ------ | ------------- | -------- | -------------- | ----------- |
| 1     | 25     | Tim James     | Alero    | Estados Unidos | Miami (FL)  |
| 2     | 53     | Rodney Buford | Escolta  | Estados Unidos | Creighton   |

## Temporada regular
| División Atlántico   | División Atlántico | División Atlántico | División Atlántico | División Atlántico | División Atlántico | División Atlántico | División Atlántico | División Atlántico |
| Equipo               | G                  | P                  | %                  | PD                 | Casa               | Fuera              | Div                |                    |
| -------------------- | ------------------ | ------------------ | ------------------ | ------------------ | ------------------ | ------------------ | ------------------ | ------------------ |
| y-Miami Heat         | 52                 | 30                 | .634               | –                  | 33–8               | 19–22              | 18–6               |                    |
| x-New York Knicks    | 50                 | 32                 | .610               | 2                  | 33–8               | 17–24              | 14–10              |                    |
| x-Philadelphia 76ers | 49                 | 33                 | .598               | 3                  | 29–12              | 20–21              | 13–11              |                    |
| Orlando Magic        | 41                 | 41                 | .500               | 11                 | 26–15              | 15–26              | 12–13              |                    |
| Boston Celtics       | 35                 | 47                 | .427               | 17                 | 26–15              | 9–32               | 12–12              |                    |
| New Jersey Nets      | 31                 | 51                 | .378               | 21                 | 22–19              | 9–32               | 9–16               |                    |
| Washington Wizards   | 29                 | 53                 | .354               | 23                 | 17–24              | 12–29              | 7–17               |                    |

## Playoffs

### Primera ronda
Miami Heat  vs. Detroit Pistons
| Fecha       | Partido                           | Ciudad  |
| ----------- | --------------------------------- | ------- |
| 22 de abril | Miami Heat 95, Detroit Pistons 85 | Miami   |
| 25 de abril | Miami Heat 84, Detroit Pistons 82 | Miami   |
| 29 de abril | Detroit Pistons 72, Miami Heat 91 | Detroit |
|             | Miami Heat gana las series 3-0    |         |

### Semifinales de Conferencia
Miami Heat  vs. New York Knicks
| Fecha      | Partido                             | Ciudad     |
| ---------- | ----------------------------------- | ---------- |
| 7 de mayo  | Miami Heat 87, New York Knicks 83   | Miami      |
| 9 de mayo  | Miami Heat 76, New York Knicks 82   | Miami      |
| 12 de mayo | New York Knicks 76, Miami Heat 77   | Nueva York |
| 14 de mayo | New York Knicks 91, Miami Heat 83   | Nueva York |
| 17 de mayo | Miami Heat 87, New York Knicks 81   | Miami      |
| 19 de mayo | New York Knicks 72, Miami Heat 70   | Nueva York |
| 21 de mayo | Miami Heat 82, New York Knicks 83   | Miami      |
|            | New York Knicks gana las series 4-3 |            |

## Estadísticas

### Temporada regular
| Jugador               | POS | PJ | PT | MJ    | REB | AST | ROB | TAP | PTS   | MPP  | RPP | APP | ROB | TPP | PPp  |
| --------------------- | --- | -- | -- | ----- | --- | --- | --- | --- | ----- | ---- | --- | --- | --- | --- | ---- |
| P. J. Brown           | PF  | 80 | 80 | 2,302 | 600 | 145 | 65  | 61  | 764   | 28.8 | 7.5 | 1.8 | .8  | .8  | 9.6  |
| Alonzo Mourning       | C   | 79 | 78 | 2,748 | 753 | 123 | 40  | 294 | 1,718 | 34.8 | 9.5 | 1.6 | .5  | 3.7 | 21.7 |
| Anthony Carter        | PG  | 79 | 30 | 1,859 | 199 | 378 | 93  | 5   | 498   | 23.5 | 2.5 | 4.8 | 1.2 | .1  | 6.3  |
| Clarence Weatherspoon | PF  | 78 | 2  | 1,615 | 449 | 93  | 51  | 49  | 565   | 20.7 | 5.8 | 1.2 | .7  | .6  | 7.2  |
| Jamal Mashburn        | SF  | 76 | 76 | 2,828 | 381 | 298 | 79  | 14  | 1,328 | 37.2 | 5.0 | 3.9 | 1.0 | .2  | 17.5 |
| Dan Majerle           | SG  | 69 | 69 | 2,308 | 333 | 206 | 89  | 17  | 506   | 33.4 | 4.8 | 3.0 | 1.3 | .2  | 7.3  |
| Mark Strickland       | SF  | 58 | 5  | 663   | 140 | 22  | 15  | 18  | 284   | 11.4 | 2.4 | .4  | .3  | .3  | 4.9  |
| Voshon Lenard         | SG  | 53 | 13 | 1,434 | 153 | 136 | 41  | 15  | 629   | 27.1 | 2.9 | 2.6 | .8  | .3  | 11.9 |
| Tim Hardaway          | PG  | 52 | 52 | 1,672 | 150 | 385 | 49  | 4   | 696   | 32.2 | 2.9 | 7.4 | .9  | .1  | 13.4 |
| Otis Thorpe           | PF  | 51 | 1  | 777   | 166 | 33  | 26  | 9   | 279   | 15.2 | 3.3 | .6  | .5  | .2  | 5.5  |
| Rodney Buford         | SG  | 34 | 0  | 386   | 48  | 21  | 10  | 8   | 147   | 11.4 | 1.4 | .6  | .3  | .2  | 4.3  |
| Rex Walters           | PG  | 33 | 0  | 389   | 36  | 65  | 6   | 0   | 93    | 11.8 | 1.1 | 2.0 | .2  | .0  | 2.8  |
| Bruce Bowen†          | SF  | 27 | 2  | 567   | 60  | 18  | 14  | 10  | 137   | 21.0 | 2.2 | .7  | .5  | .4  | 5.1  |
| Duane Causwell        | C   | 25 | 2  | 185   | 47  | 2   | 2   | 16  | 66    | 7.4  | 1.9 | .1  | .1  | .6  | 2.6  |
| Harold Jamison        | PF  | 12 | 0  | 74    | 21  | 4   | 2   | 1   | 18    | 6.2  | 1.8 | .3  | .2  | .1  | 1.5  |
| Tim James             | SF  | 4  | 0  | 23    | 4   | 2   | 0   | 3   | 11    | 5.8  | 1.0 | .5  | .0  | .8  | 2.8  |

- † Indica jugador que perteneció a más de una plantilla durante la temporada. Las estadísticas solo reflejan su paso por los Heat.

### Playoffs
| Jugador               | POS | PJ | PT | MJ  | REB | AST | ROB | TAP | PTS | MPP  | RPP  | APP | ROB | TPP | PPp  |
| --------------------- | --- | -- | -- | --- | --- | --- | --- | --- | --- | ---- | ---- | --- | --- | --- | ---- |
| Jamal Mashburn        | SF  | 10 | 10 | 423 | 46  | 32  | 11  | 2   | 175 | 42.3 | 4.6  | 3.2 | 1.1 | .2  | 17.5 |
| Alonzo Mourning       | C   | 10 | 10 | 376 | 100 | 14  | 2   | 33  | 216 | 37.6 | 10.0 | 1.4 | .2  | 3.3 | 21.6 |
| Dan Majerle           | SG  | 10 | 10 | 372 | 70  | 32  | 21  | 1   | 90  | 37.2 | 7.0  | 3.2 | 2.1 | .1  | 9.0  |
| P. J. Brown           | PF  | 10 | 10 | 308 | 82  | 11  | 8   | 4   | 75  | 30.8 | 8.2  | 1.1 | .8  | .4  | 7.5  |
| Anthony Carter        | PG  | 10 | 3  | 275 | 40  | 56  | 12  | 2   | 77  | 27.5 | 4.0  | 5.6 | 1.2 | .2  | 7.7  |
| Clarence Weatherspoon | PF  | 10 | 0  | 170 | 41  | 1   | 4   | 3   | 64  | 17.0 | 4.1  | .1  | .4  | .3  | 6.4  |
| Bruce Bowen           | SF  | 10 | 0  | 157 | 10  | 8   | 7   | 4   | 35  | 15.7 | 1.0  | .8  | .7  | .4  | 3.5  |
| Otis Thorpe           | PF  | 10 | 0  | 136 | 29  | 3   | 0   | 2   | 33  | 13.6 | 2.9  | .3  | .0  | .2  | 3.3  |
| Tim Hardaway          | PG  | 7  | 7  | 182 | 15  | 33  | 5   | 0   | 54  | 26.0 | 2.1  | 4.7 | .7  | .0  | 7.7  |
| Rodney Buford         | SG  | 1  | 0  | 16  | 1   | 1   | 0   | 0   | 11  | 16.0 | 1.0  | 1.0 | .0  | .0  | 11.0 |
| Mark Strickland       | SF  | 1  | 0  | 10  | 0   | 0   | 2   | 0   | 2   | 10.0 | .0   | .0  | 2.0 | .0  | 2.0  |

## Galardones y récords
| Jugador         | Galardón                                                                                          |
| Alonzo Mourning | Mejor Defensor de la NBA 2.º Mejor quinteto de la NBA Mejor quinteto defensivo de la NBA All-Star |